# Marcin Kowalczyk (piłkarz)
Marcin Kowalczyk (ur. 9 kwietnia 1985 w Wieruszowie) – polski piłkarz, występujący na pozycji obrońcy. Reprezentant Polski w latach 2008–2013.

## Życiorys

### Kariera klubowa
Karierę piłkarską rozpoczął w Polonii Kępno, kontynuował ją w takich klubach jak: UKS SMS Łódź, ŁKS Łódź, Stal Głowno i GKS Bełchatów.
1 stycznia 2008 przeszedł do występującego w Priemjer-Lidze Dinama Moskwa za 800 tysięcy euro. 23 września 2008 Kowalczyk zdobył swoją pierwszą bramkę, otwierając mecz 1/16 Pucharu Rosji z SKA Rostów, wygranym na własnym stadionie 2:0. 1 marca 2011 został wypożyczony do ukraińskiego Metałurha Donieck z Premier-lihi za kwotę odstępnego 50 tys. euro. W 2011 roku został piłkarzem Zagłębia Lubin z Ekstraklasy. W lipcu 2012 został piłkarzem Śląska Wrocław. 
W maju 2013 podpisał obowiązujący do czerwca 2016 kontrakt z rosyjskim klubem Wołga Niżny Nowogród. Zadebiutował 19 sierpnia 2013 na stadionie Olimp-2 w wygranym 4:0 meczu z FK Rostów. Pierwszą bramkę w barwach rosyjskiego klubu zdobył 7 grudnia 2013 na stadionie Niżny Nowogród w ligowym spotkaniu przeciwko Krylji Sowietow Samara. Zdobył bramkę na 1:0, ostatecznie jego klub przegrał 1:2.
4 sierpnia 2016 podpisał dwuletni kontrakt z Ruchem Chorzów, a 4 lipca 2018 związał się rocznym kontaktem z GKS Tychy. 9 marca 2020 umowa została rozwiązana za porozumieniem stron.

### Kariera reprezentacyjna
Kowalczyk zadebiutował w reprezentacji Polski 20 sierpnia 2008 na stadionie Ukraina we Lwowie, w przegranym 0:1 towarzyskim spotkaniu przeciwko reprezentacji Ukrainy.

## Statystyki

### Reprezentacyjne
| Mecze i gole w reprezentacji | Mecze i gole w reprezentacji | Mecze i gole w reprezentacji | Mecze i gole w reprezentacji | Mecze i gole w reprezentacji | Mecze i gole w reprezentacji | Mecze i gole w reprezentacji |
| #                            | Data                         | Miasto                       | Przeciwnik                   | Gol                          | Wynik                        | Rozgrywki                    |
| ---------------------------- | ---------------------------- | ---------------------------- | ---------------------------- | ---------------------------- | ---------------------------- | ---------------------------- |
| 1.                           | 20.08.2008                   | Lwów                         | Ukraina                      |                              | 0:1                          | towarzyski                   |
| 2.                           | 06.09.2008                   | Wrocław                      | Słowenia                     | Żółta kartka                 | 1:1                          | el. MŚ 2010                  |
| 3.                           | 10.09.2008                   | Serravalle                   | San Marino                   |                              | 2:0                          | el. MŚ 2010                  |
| 4.                           | 14.11.2009                   | Warszawa                     | Rumunia                      |                              | 0:1                          | towarzyski                   |
| 5.                           | 18.11.2009                   | Bydgoszcz                    | Kanada                       |                              | 1:0                          | towarzyski                   |
| 6.                           | 03.03.2010                   | Warszawa                     | Bułgaria                     |                              | 2:0                          | towarzyski                   |
| 7.                           | 11.08.2010                   | Szczecin                     | Kamerun                      |                              | 0:3                          | towarzyski                   |
| 8.                           | 19.11.2013                   | Poznań                       | Irlandia                     |                              | 0:0                          | towarzyski                   |

## Sukcesy

### Klubowe
GKS Bełchatów
- Zdobywca drugiego miejsca w Ekstraklasie: 2006/2007

Dinamo Moskwa
- Zdobywca trzeciego miejsca w Priemjer-Liga: 2008

Śląsk Wrocław
- Zdobywca Superpucharu Polski: 2012
- Zdobywca drugiego miejsca w Pucharze Polski: 2012/2013
- Zdobywca trzeciego miejsca w Ekstraklasie: 2012/2013